# Le Bélieu
Le Bélieu est une commune française située dans le département du Doubs, la région culturelle et historique de Franche-Comté et la région administrative Bourgogne-Franche-Comté.

## Géographie
Le Bélieu est composée de plusieurs hameaux : Le Village, Sous Réaumont, Les Richards, Le Petit Bélieu, Le Pré Cassard, le Pré Borne, Le Val Bruchon...
Les communes limitrophes : Fuans, La Bosse, Le Bizot, Noël-Cerneux, Les Fins, Fournets-Luisans et Guyans-Vennes.
| Fuans            | Guyans-Vennes | La Bosse     |
| Fuans            | Bélieu        | Le Bizot     |
| Fournets-Luisans | Les Fins      | Noël-Cerneux |

### Climat
Pour des articles plus généraux, voir Climat de la Bourgogne-Franche-Comté et Climat du Doubs.
En 2010, le climat de la commune est de type climat de montagne, selon une étude du Centre national de la recherche scientifique s'appuyant sur une série de données couvrant la période 1971-2000. En 2020, Météo-France publie une typologie des climats de la France métropolitaine dans laquelle la commune est exposée à un climat de montagne ou de marges de montagne et est dans la région climatique  Jura, caractérisée par une forte pluviométrie en toutes saisons (1 000 à 1 500 mm/an), des hivers rigoureux et un ensoleillement médiocre. 
Pour la période 1971-2000, la température annuelle moyenne est de 6,8 °C, avec une amplitude thermique annuelle de 16,3 °C. Le cumul annuel moyen de précipitations est de 1 480 mm, avec 12,5 jours de précipitations en janvier et 11,6 jours en juillet. Pour la période 1991-2020, la température moyenne annuelle observée sur la station météorologique de Météo-France la plus proche, « Le Russey », sur la commune du Russey à 9 km à vol d'oiseau, est de 7,9 °C et le cumul annuel moyen de précipitations est de 1 667,0 mm. 
La température maximale relevée sur cette station est de 36 °C, atteinte le 25 juillet 2019 ; la température minimale est de −32 °C, atteinte le 9 janvier 1985,,. 
Les paramètres climatiques de la commune ont été estimés pour le milieu du siècle (2041-2070) selon différents scénarios d'émission de gaz à effet de serre à partir des nouvelles projections climatiques de référence DRIAS-2020. Ils sont consultables sur un site dédié publié par Météo-France en novembre 2022.

## Urbanisme

### Typologie
Au 1er janvier 2024, Le Bélieu est catégorisée commune rurale à habitat dispersé, selon la nouvelle grille communale de densité à 7 niveaux définie par l'Insee en 2022.
Elle est située hors unité urbaine. Par ailleurs la commune fait partie de l'aire d'attraction de Morteau, dont elle est une commune de la couronne,. Cette aire, qui regroupe 21 communes, est catégorisée dans les aires de moins de 50 000 habitants,.

### Occupation des sols
L'occupation des sols de la commune, telle qu'elle ressort de la base de données européenne d’occupation biophysique des sols Corine Land Cover (CLC), est marquée par l'importance des territoires agricoles (66,5 % en 2018), en diminution par rapport à 1990 (73,2 %). La répartition détaillée en 2018 est la suivante : 
prairies (43,1 %), forêts (27,4 %), zones agricoles hétérogènes (23,5 %), zones urbanisées (2,7 %), zones industrielles ou commerciales et réseaux de communication (2,7 %), zones humides intérieures (0,7 %). L'évolution de l’occupation des sols de la commune et de ses infrastructures peut être observée sur les différentes représentations cartographiques du territoire : la carte de Cassini (XVIIIe siècle), la carte d'état-major (1820-1866) et les cartes ou photos aériennes de l'IGN pour la période actuelle (1950 à aujourd'hui).

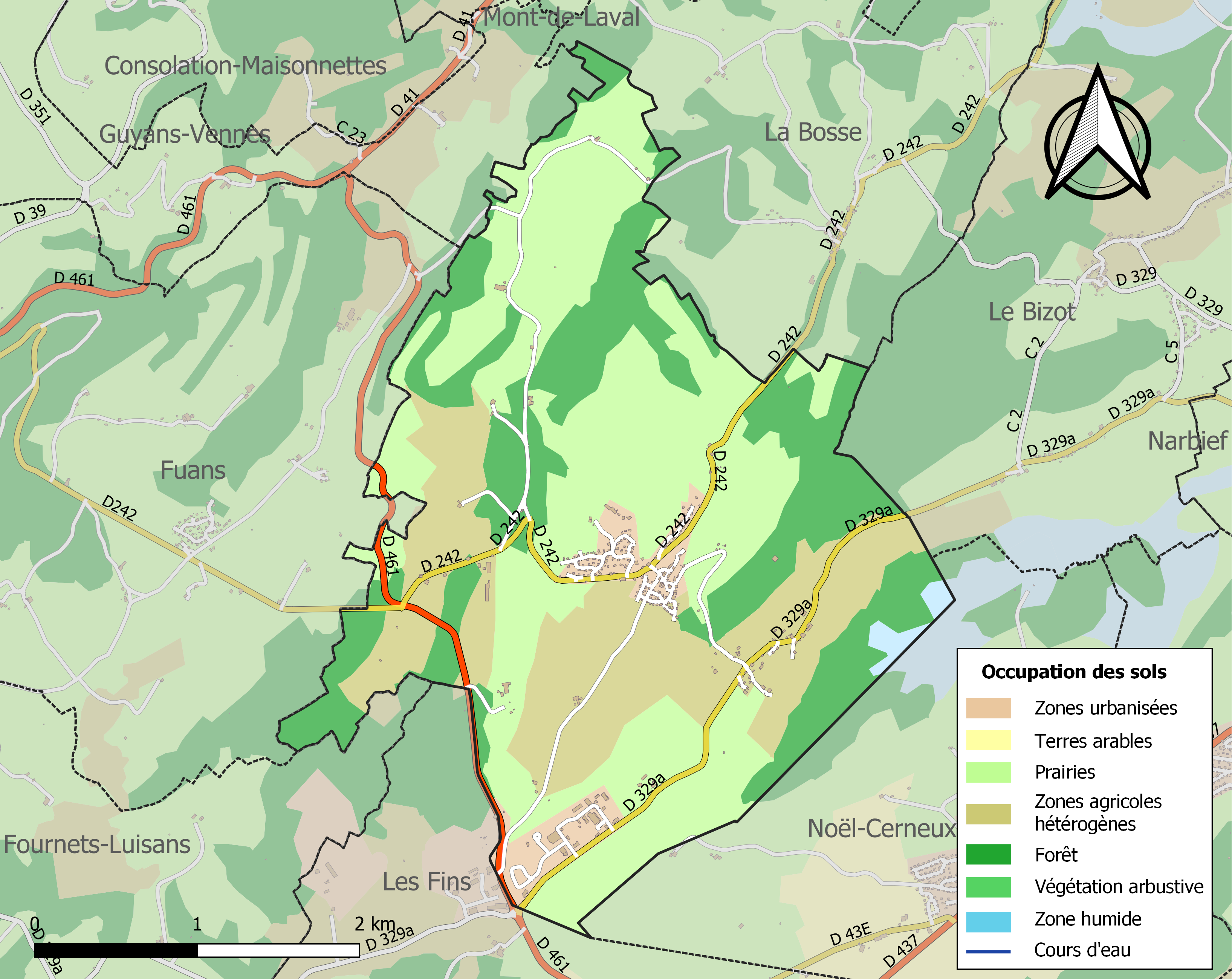
Carte des infrastructures et de l'occupation des sols de la commune en 2018 (CLC).

## Histoire
Le château féodal de Réaumont a été construit au XIVe siècle par Henri Ier de Montfaucon, qui sera comte de Montbéliard. Il fut détruit en 1639 par les troupes de Louis XIII lors de la guerre de Trente Ans. On peut encore voir les vestiges des murs, des tours et des douves qui défendaient cette forteresse médiévale. L'emplacement du château, au bord d'une falaise, à une altitude de 950 mètres, offre une vue panoramique sur la vallée en contrebas et les sommets frontaliers dont le Chasseral.

## Politique et administration
| Période                                  | Période                        | Identité         | Étiquette | Qualité |
| ---------------------------------------- | ------------------------------ | ---------------- | --------- | ------- |
|                                          | 2008                           | Daniel Boillon   |           |         |
| 2008                                     | En cours (au 10 décembre 2014) | Jean-Noël Cuenot | DVD       | Artisan |
| Les données manquantes sont à compléter. |                                |                  |           |         |

## Démographie
L'évolution du nombre d'habitants est connue à travers les recensements de la population effectués dans la commune depuis 1793. Pour les communes de moins de 10 000 habitants, une enquête de recensement portant sur toute la population est réalisée tous les cinq ans, les populations de référence des années intermédiaires étant quant à elles estimées par interpolation ou extrapolation. Pour la commune, le premier recensement exhaustif entrant dans le cadre du nouveau dispositif a été réalisé en 2006.

En 2022, la commune comptait 512 habitants, en évolution de +15,58 % par rapport à 2016 (Doubs : +1,88 %, France hors Mayotte : +2,11 %).
| 1793 | 1800 | 1806 | 1821 | 1831 | 1836 | 1841 | 1846 | 1851 |
| ---- | ---- | ---- | ---- | ---- | ---- | ---- | ---- | ---- |
| 368  | 375  | 351  | 327  | 471  | 418  | 412  | 406  | 372  |

| 1856 | 1861 | 1866 | 1872 | 1876 | 1881 | 1886 | 1891 | 1896 |
| ---- | ---- | ---- | ---- | ---- | ---- | ---- | ---- | ---- |
| 374  | 348  | 316  | 304  | 308  | 309  | 339  | 348  | 324  |

| 1901 | 1906 | 1911 | 1921 | 1926 | 1931 | 1936 | 1946 | 1954 |
| ---- | ---- | ---- | ---- | ---- | ---- | ---- | ---- | ---- |
| 350  | 321  | 300  | 305  | 266  | 265  | 268  | 268  | 254  |

| 1962 | 1968 | 1975 | 1982 | 1990 | 1999 | 2006 | 2011 | 2016 |
| ---- | ---- | ---- | ---- | ---- | ---- | ---- | ---- | ---- |
| 213  | 201  | 174  | 212  | 249  | 272  | 286  | 325  | 443  |

| 2021 | 2022 | - | - | - | - | - | - | - |
| ---- | ---- | - | - | - | - | - | - | - |
| 508  | 512  | - | - | - | - | - | - | - |

Les habitants du Bélieu s'appellent les « Mange-Lard ».

## Lieux et monuments
- L'église Saint-François-d'Assise du Bélieu, datée du XVIIe siècle, inscrite aux Monuments historiques depuis 1929[20].
- La croix en fer forgé du Bélieu dans le cimetière inscrite aux Monuments historiques depuis 1929[21].
- La maison dite du Cheval Blanc, témoin de l'habitat traditionnel sur le plateau du Russey, inscrite aux Monuments historiques depuis 1992[22].
- La ferme de la Verrerie, témoin de l'habitat traditionnel sur le plateau du Russey, inscrite aux Monuments historiques depuis 2015[23].
- La statue en bronze de Saint Etienne Théodore Cuenot des Missions étrangères de Paris, installée devant l'église.
- Un lavoir-abreuvoir restauré et en eau.

On trouve également sur la commune du Bélieu les vestiges du château de Réaumont.
Pistes raquettes balisées.

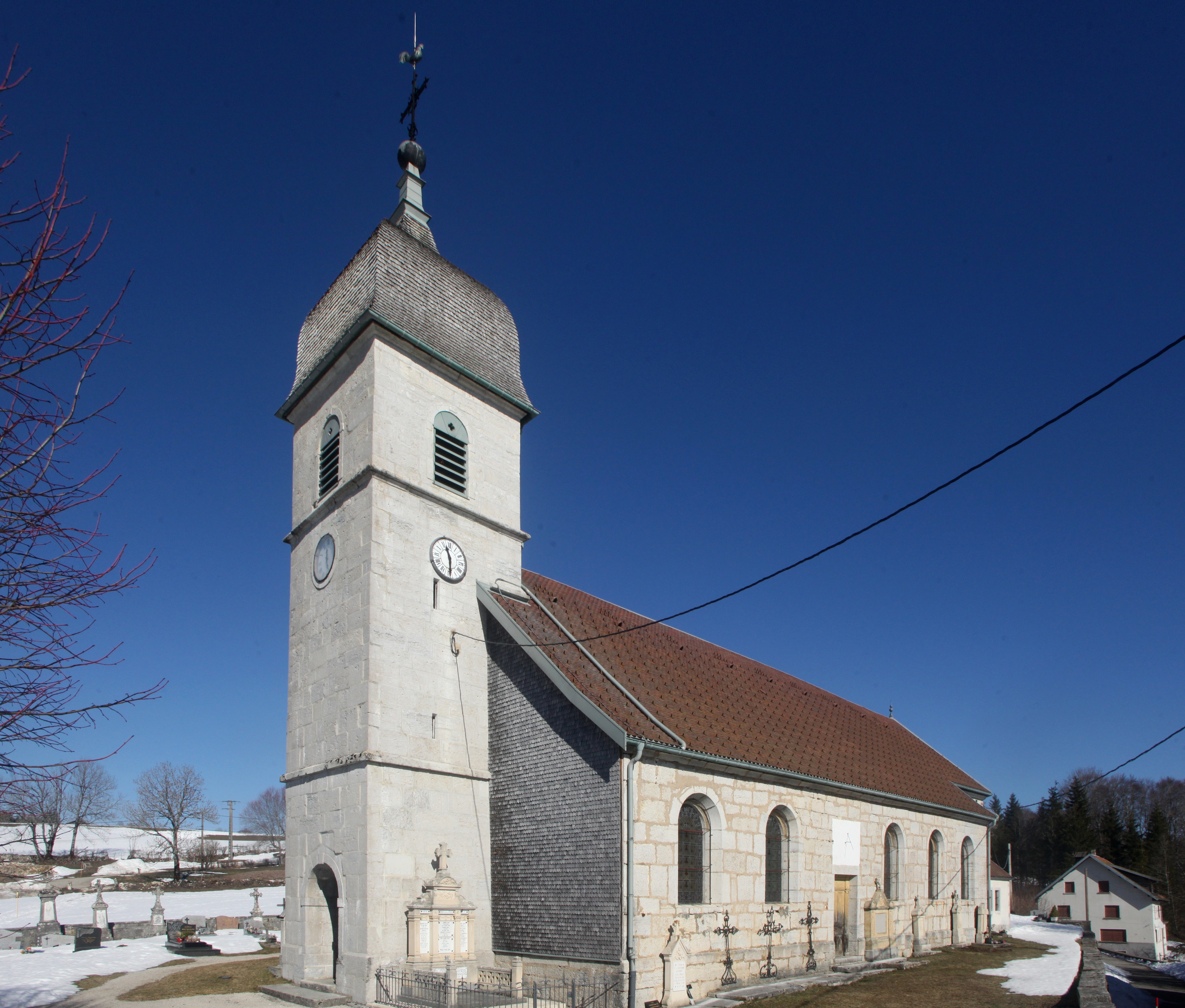
Eglise.
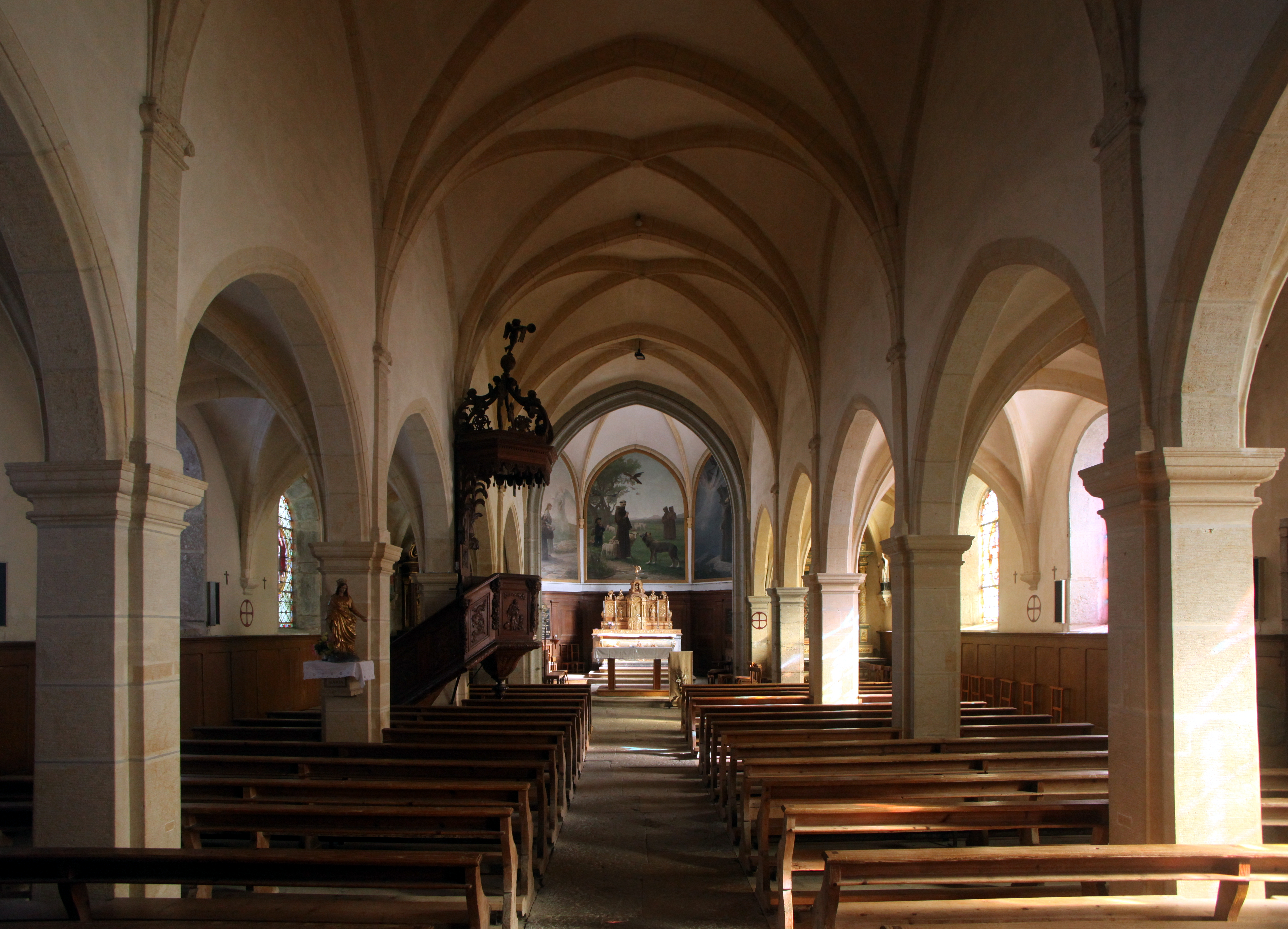
Intérieur de l'église.
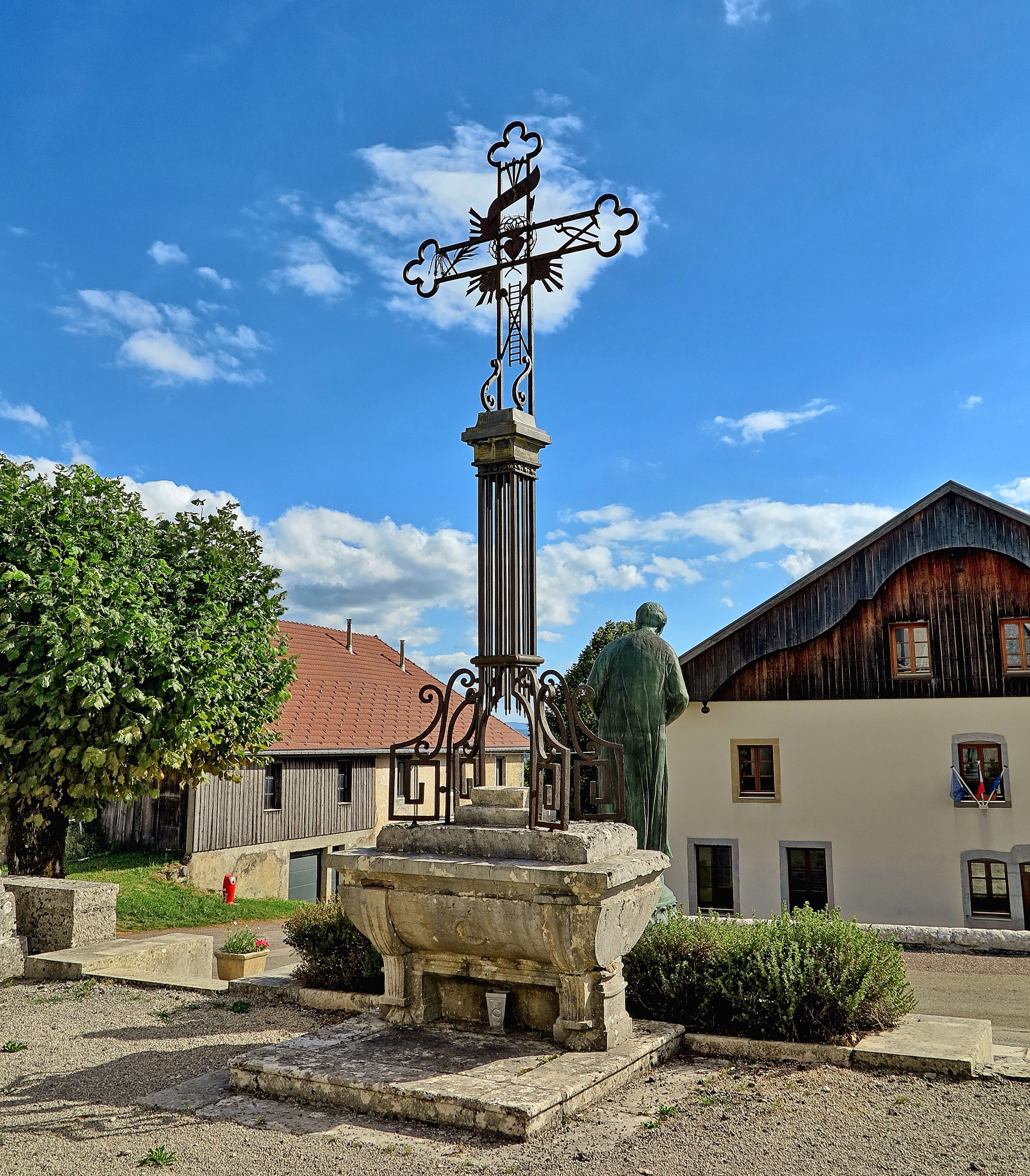
Croix.
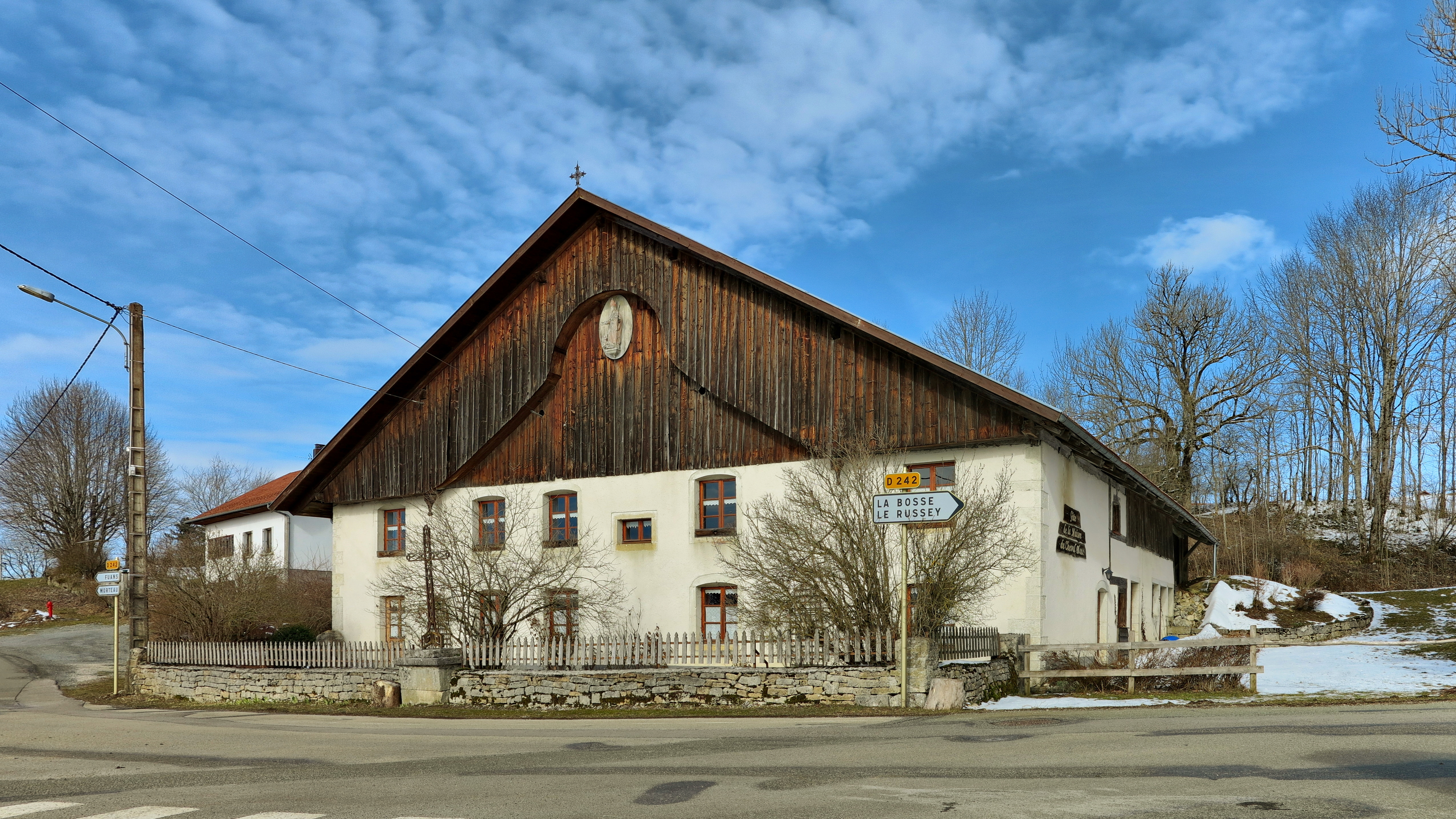
La maison du Cheval Blanc.
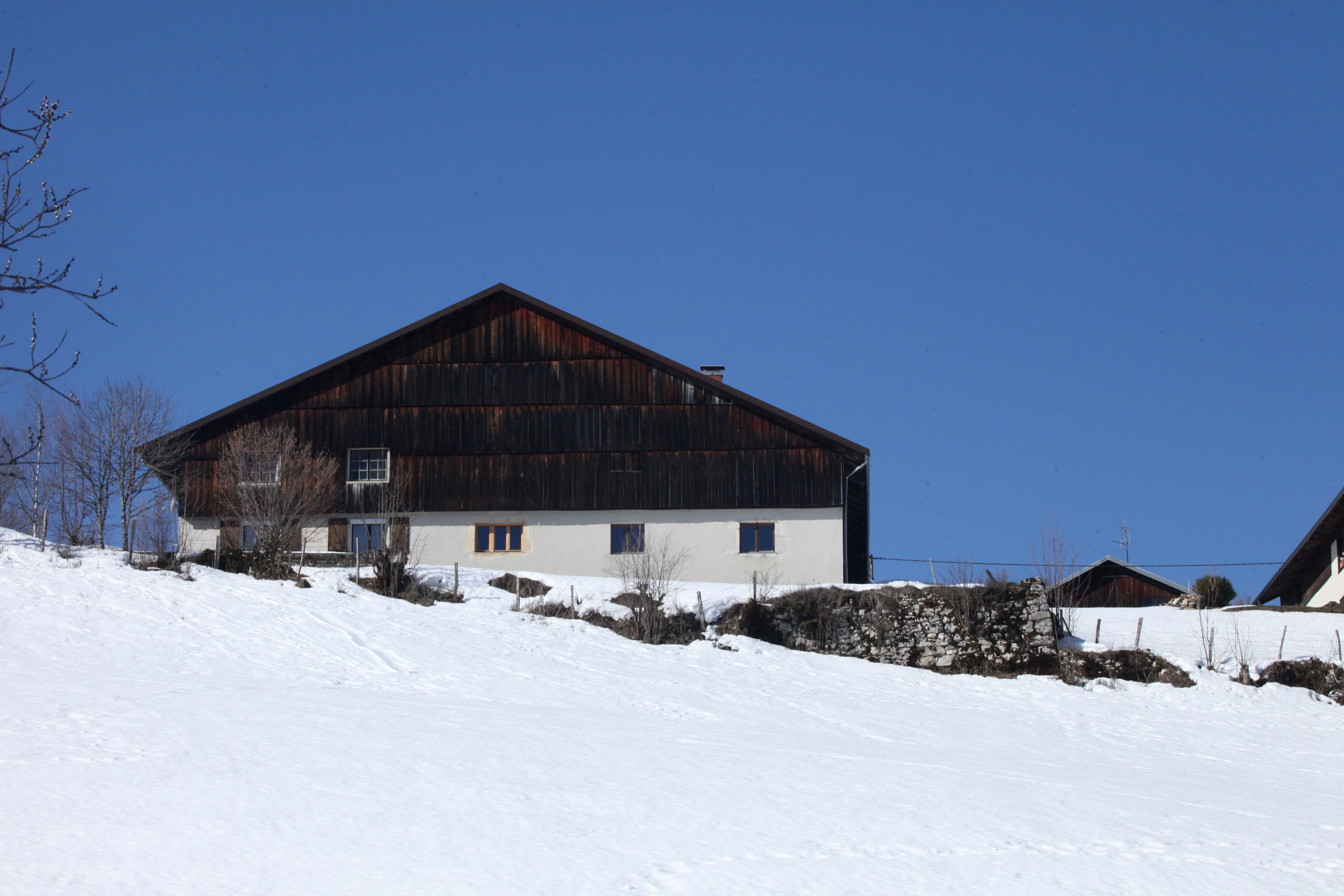
Ferme de la Verrerie.

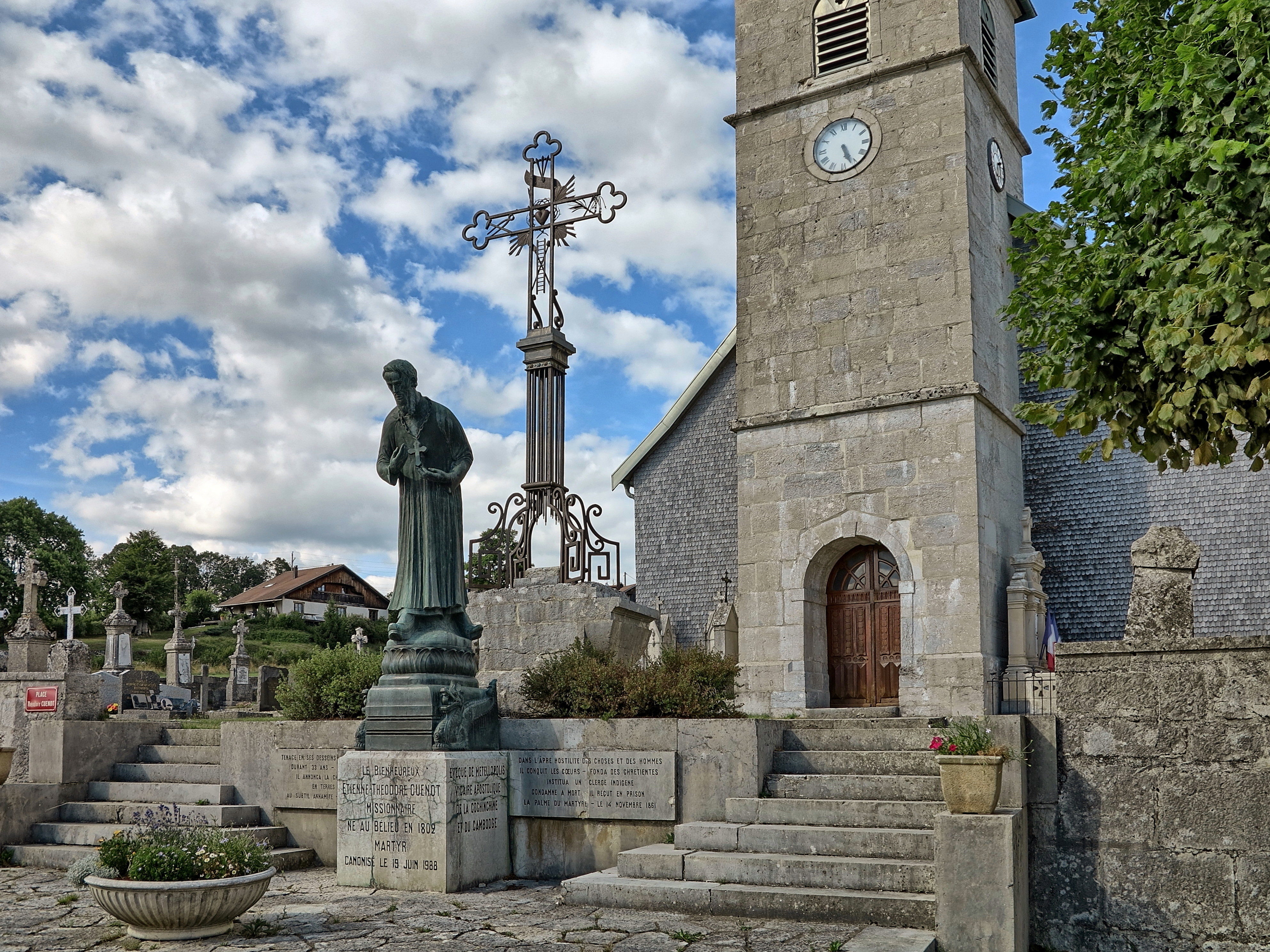
Statue d'Étienne-Théodore Cuenot.
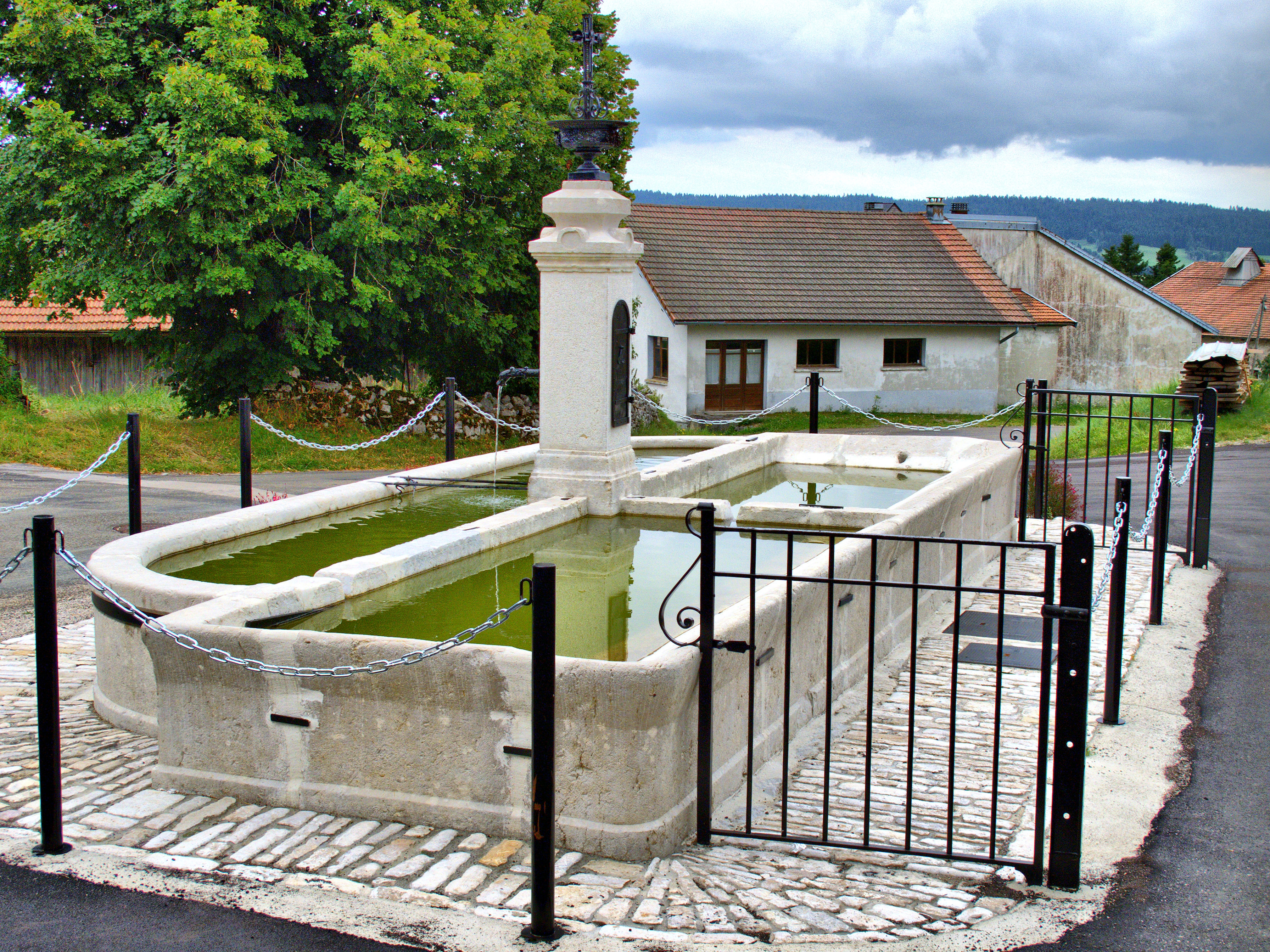
Le lavoir-abreuvoir.
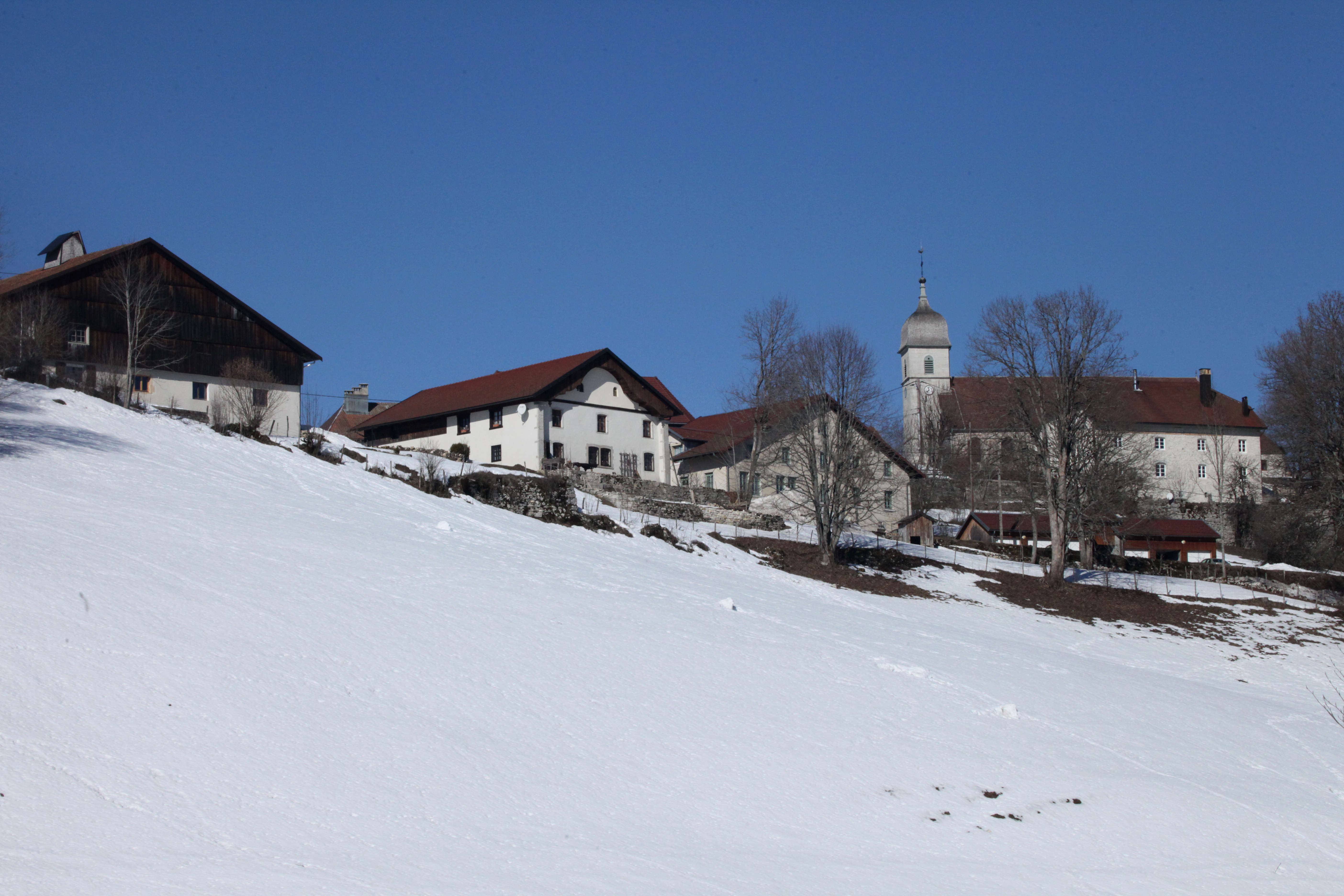
Vue du village_
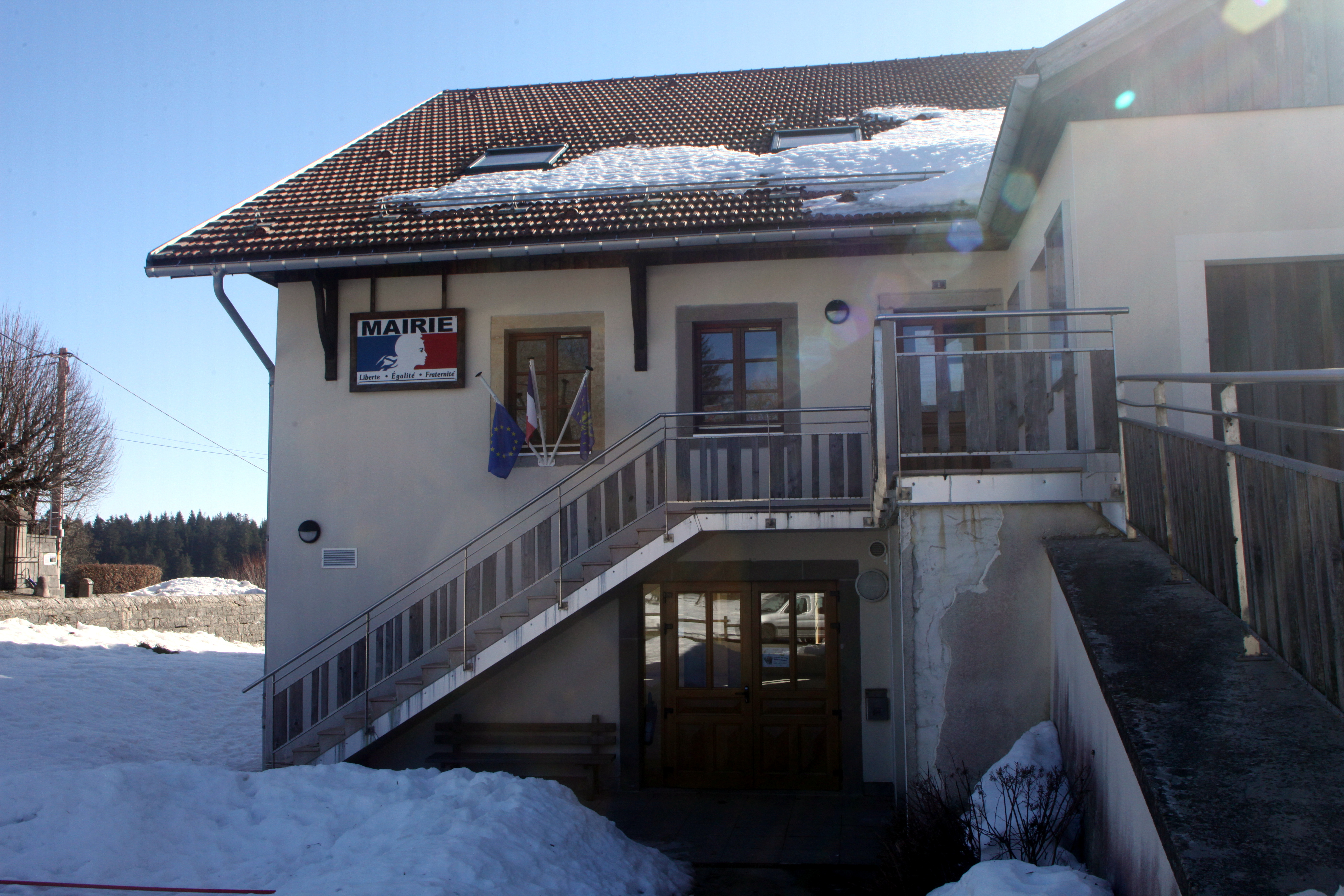
Mairie.
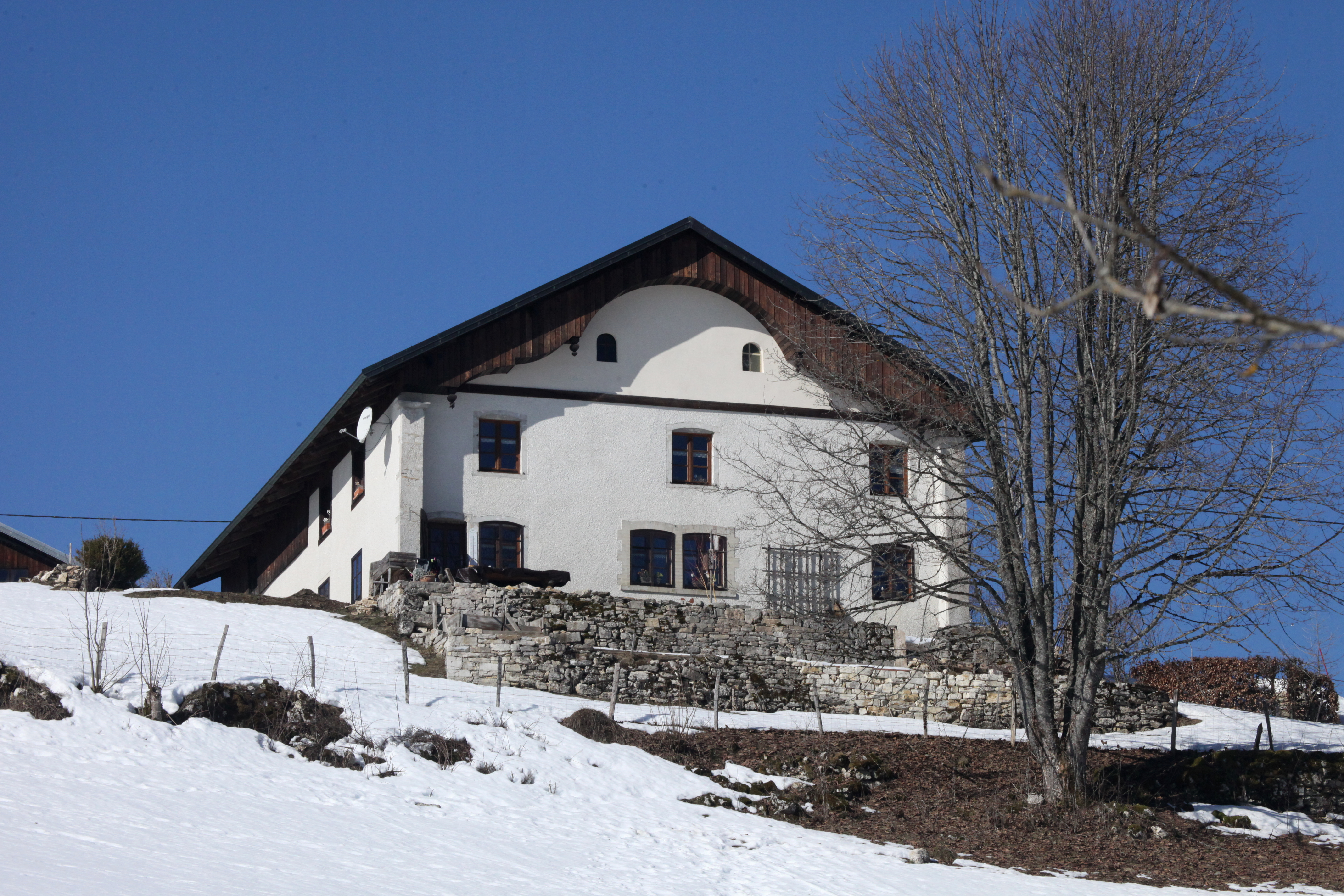
Ferme comtoise.

## Personnalités liées à la commune
- Le peintre Émile Isenbart était propriétaire d'une résidence secondaire où il passait ses vacances située au Bélieu. Il a également peint les tourbières du Bélieu.
- Le saint catholique Étienne-Théodore Cuenot est né au Bélieu, le 8 février 1802. Il fut canonisé le 19 juin 1988, à Rome par Jean-Paul II.